# Al Marj
Al Marj (àrab: المرج, al-Marj, literalment 'els Prats'), també denominat El Merj, abans Barca o Barce, és una ciutat del nord-est de Líbia i la capital del districte d'Al Marj. Es troba en una vall separada de la costa del Mar Mediterrani per uns pujols, part de les Muntanyes Akhdar.

## Història
La ciutat d'Al Marj va començar a gestar-se quan un fort va ser construït el 1842 per l'Imperi Otomà i després va ser restaurat. Els italians van desenvolupar la ciutat (en el període de 1913-41) com un centre administratiu i de mercat. Va ser assotada per un terratrèmol el 1963. Hi ha un parell de bancs al carrer principal i les principals oficines de correus es troben al centre de la ciutat, no lluny de la gran mesquita.